# Sjestenka
Sjestenka (ryska: Шестенка) är ett vattendrag i Belarus.   Det ligger i voblasten Vitsebsks voblast, i den nordöstra delen av landet, 230 km nordost om huvudstaden Minsk.
Omgivningarna runt Sjestenka är en mosaik av jordbruksmark och naturlig växtlighet. Runt Sjestenka är det ganska tätbefolkat, med 139 invånare per kvadratkilometer.